# Качуг
Ка̀чуг (на руски: Качуг) е посьолок в южната част на Азиатска Русия, административен център на Качугски район в Иркутска област. Населението му е около 6900 души (2018).
Разположен е на 533 метра надморска височина на Лено-Ангарското плато, на двата бряга на река Лена и на 200 километра североизточно от Иркутск. Селището е основано през 1686 година от руски колонисти.